# Cristina-Mariana Stocheci
Cristina-Mariana Stocheci (n. 1 iulie 1972

) este o politiciană română, aleasă ca senator al județului Argeș în 2016. 
De profesie medic, Cristina-Mariana Stocheci a obținut primul mandat de senator în 2016. A fost membru al Comisiei pentru sănătătate publică și în Comisia pentru ape, păduri, pescuit și fond cinegetic. 
Cel de-al doilea mandat a fost obținut în 2020. Din 2022 până în prezent ocupă funcția de chestor al Biroului Permanent al Senatului României. 
Din 2015 până în prezent este șef lucrări doctor în specialități medicale în cadrul Departamentului de Asistență Medicală și Kinetoterapie din cadrul Universității de Stat Pitești.
În perioada iunie 2012–februarie 2013 a fost consilier județean, aleasă pe listele PSD Argeș, fiind membru al Comisiei de Sănătate a Consiliului Judetean Argeș.
În perioada februarie 2013–septembrie 2015 a fost președinte- director general la Casa Județeană de Asigurări de Sănătate Argeș.
În perioada octombrie 2015–decembrie 2016, a fost medic primar urgență la UPU din Spitalul Județean de Urgență Argeș din Pitești.